# Eddie Shore
Edward William Shore, född 25 november 1902 i Fort Qu'Appelle, Saskatchewan, död 16 mars 1985 i Springfield, Massachusetts, var en kanadensisk professionell ishockeyspelare. Shore spelade som back för Boston Bruins och New York Americans i NHL. Han vann två Stanley Cup med Boston Bruins, 1929 och 1939.
Efter sin aktiva spelarkarriär var han ägare av AHL-laget Springfield Indians.

## NHL
Eddie Shore debuterade för Boston Bruins i NHL säsongen 1926–27 med att göra 12 mål och 6 assist på 40 matcher. Under sin andra säsong i ligan, 1927–28, slog Shore nytt NHL-rekord i antal utvisningsminuter med 165. 1928–29 vann Shore Stanley Cup med Boston Bruins efter att man besegrat New York Rangers i finalen med 2-0 i matcher.
Shore var beryktad för sin våldsamma spelstil och under en match i Boston mot Toronto Maple Leafs 12 december 1933 tacklade han Maple Leafs forward Irvine "Ace" Bailey bakifrån så illa att Bailey slog huvudet i isen och medvetslös fick köras i ilfart till sjukhus med en svår skallfraktur. Bailey överlevde men hans spelarkarriär var över. Shore stängdes av i sammanlagt 16 matcher av ligan. En välgörenhetsmatch anordnades för Bailey i Maple Leafs Garden i Toronto 14 februari 1934 där ett All-Star lag mötte Toronto Maple Leafs. Shore bad Bailey om ursäkt för incidenten och de två skakade hand och lade allt groll åt sidan.
Eddie Shore vann Hart Memorial Trophy som ligans mest värdefulle spelare fyra gånger – 1933, 1935, 1936 och 1938 – vilket är flest någonsin av en back. Endast Wayne Gretzky och Gordie Howe har vunnit priset fler gånger.
Shore vann sin andra Stanley Cup med Bruins säsongen 1938–39 efter att man besegrat Toronto Maple Leafs i finalen med 4-1 i matcher.
Shore avslutade sin NHL-karriär med spel i New York Americans säsongen 1939–40. Han spelade sedan för Springfield Indians i AHL fram till 1942.

## Meriter
- Stanley Cup – 1928–29 och 1938–39
- Hart Memorial Trophy – 1932–33, 1934–35, 1935–36 och 1937–38
- NHL First All-Star Team – 1930–31, 1931–32, 1932–33, 1934–35, 1935–36, 1937–38 och 1938–39
- NHL Second All-Star Team – 1933–34
- Invald i Hockey Hall of Fame 1947
- Shores tröja #2 pensionerad av Boston Bruins 1947

## Statistik

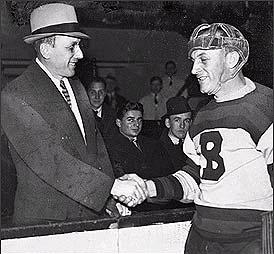
Eddie Shore, till höger, skakar hand med Ace Bailey.

| 1924–25    | Regina Capitals     | WCHL       | 24  | 6   | 0   | 6   | 75   | –  | – | –  | –  | –   |
| 1925–26    | Edmonton Eskimos    | WHL        | 30  | 12  | 2   | 14  | 86   | 2  | 0 | 0  | 0  | 8   |
| 1926–27    | Boston Bruins       | NHL        | 40  | 12  | 6   | 18  | 130  | 8  | 1 | 1  | 2  | 40  |
| 1927–28    | Boston Bruins       | NHL        | 43  | 11  | 6   | 17  | 165  | 2  | 0 | 0  | 0  | 8   |
| 1928–29    | Boston Bruins       | NHL        | 39  | 12  | 7   | 19  | 96   | 5  | 1 | 1  | 2  | 28  |
| 1929–30    | Boston Bruins       | NHL        | 42  | 12  | 19  | 31  | 105  | 6  | 1 | 0  | 1  | 26  |
| 1930–31    | Boston Bruins       | NHL        | 44  | 15  | 16  | 31  | 105  | 5  | 2 | 1  | 3  | 24  |
| 1931–32    | Boston Bruins       | NHL        | 45  | 9   | 13  | 22  | 80   | —  | — | —  | —  | —   |
| 1932–33    | Boston Bruins       | NHL        | 48  | 8   | 27  | 35  | 102  | 5  | 0 | 1  | 1  | 14  |
| 1933–34    | Boston Bruins       | NHL        | 30  | 2   | 10  | 12  | 57   | —  | — | —  | —  | —   |
| 1934–35    | Boston Bruins       | NHL        | 48  | 7   | 26  | 33  | 32   | 4  | 0 | 1  | 1  | 2   |
| 1935–36    | Boston Bruins       | NHL        | 45  | 3   | 16  | 19  | 61   | 2  | 1 | 1  | 2  | 12  |
| 1936–37    | Boston Bruins       | NHL        | 20  | 3   | 1   | 4   | 12   | —  | — | —  | —  | —   |
| 1937–38    | Boston Bruins       | NHL        | 48  | 3   | 14  | 17  | 42   | 3  | 0 | 1  | 1  | 6   |
| 1938–39    | Boston Bruins       | NHL        | 44  | 4   | 14  | 18  | 47   | 12 | 0 | 4  | 4  | 19  |
| 1939–40    | Boston Bruins       | NHL        | 4   | 2   | 1   | 3   | 4    | —  | — | —  | —  | —   |
|            | New York Americans  | NHL        | 10  | 2   | 3   | 5   | 9    | 3  | 0 | 2  | 2  | 2   |
| 1939–40    | Springfield Indians | IAHL       | 15  | 1   | 14  | 15  | 18   | 2  | 0 | 1  | 1  | 0   |
| 1940–41    | Springfield Indians | AHL        | 56  | 4   | 13  | 17  | 66   | 3  | 0 | 0  | 0  | 2   |
| 1941–42    | Springfield Indians | AHL        | 35  | 5   | 12  | 17  | 61   | 5  | 0 | 3  | 3  | 6   |
| 1943–44    | Buffalo Bisons      | AHL        | 1   | 0   | 0   | 0   | 0    | –  | – | –  | –  | –   |
| NHL totalt | NHL totalt          | NHL totalt | 550 | 105 | 179 | 284 | 1047 | 55 | 6 | 13 | 19 | 181 |